# Шлютер, Фридрих Герман
Фридрих Герман Шлютер (нем. Friedrich Hermann Schlüter; 8 октября 1851, Эльмсхорн — 26 января 1919, Нью-Йорк, Нью-Йорк) — немецкий историк, архивариус, писатель

, журналист и редактор; член Социал-демократической партии Германии, примыкал к её левому крылу.

## Биография
Герман Шлютер родился 8 октября 1851 года в северогерманском городке Эльмсхорн. Его можно назвать самоучкой, поскольку его формальное образование ограничивалось лишь посещением деревенской школы; кроме того он освоил столярное дело.
В начале 1870-х годов Фридрих Герман Шлютер эмигрировал в Соединённые Штаты Америки, где работал в еженедельной чикагской газете «Предвестник» — официальном печатном органе Лейбористской партии штата Иллинойс, а также служил в качестве секретаря чикагского отделения Международного товарищества рабочих, более известного, как Первый интернационал.
В 1876 году Ф. Г. Шлютер вернулся в Германию и зарабатывал на жизнь корреспондентом газеты «Ворботен» (нем. Vorboten). За работу в различных органах Социалистической рабочей партии в Дрездене он был приговорен властями к одному году тюремного заключения, а затем выслан из города.
В конце 1883 года Фридрих Герман Шлютер отправился в Цюрих, где по совету Августа Бебеля должен был поддержать Юлиуса Моттелера в распространении социал-демократической газеты «Социал-демократ». Из-за Исключительного закона против социалистов издание не могло печататься в Германской империи.
По просьбе Карла Каутского и Макса Кёгеля было решено создать в Швейцарии партийный архив для сбора и хранения старой социалистической и экономической литературы. Герман Шлютер стал движущей силой реализации идеи создания архива. Он обратился к старым товарищам, ветеранам тридцатых и сороковых годов, сдать в такой партийный архив имеющиеся у них документы, брошюры, листовки, памфлеты и речи. Создание архива было одобрено на партийной конференции, проходившей в Цюрихе с 19 по 21 августа 1882 года. Эдуард Бернштейн, собравший первые произведения, официально передал архив Шлютеру 20 августа 1884 года. Герман Шлютер скрупулезно продолжал свою работу, собирая брошюры, книги и протоколы даже из-за границы, например, из Швейцарии, Австрии и Италии, а также из Соединённых Штатов. В то же время Шлютер пытался создать «Социал-демократическую библиотеку» и с мая 1885 года обсуждал её содержание и возникающие проблемы с Фридрихом Энгельсом.

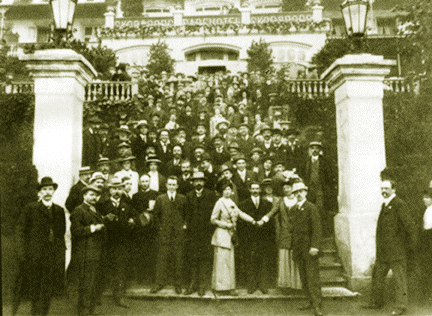
Делегаты Международный социалистический конгресс (1910) (1910)

В апреле 1888 года, под давлением германского правительства, немецкие социалисты, входившие в Социал-демократическую партию, были изгнаны из Швейцарии. По совету Энгельса партийное руководство решило переместить связанные с партией учреждения в Лондон. Архив был упакован в 16 больших коробок и в июне 1888 года размещён в тесной квартирке Бернштейна. Поскольку Юлиус Моттелер требовал абсолютного подчинения, работа с ним стала для Шлютера невыносимой. Поэтому 16 марта 1889 года Шлютер снова эмигрировал в США. После отмены закона против социалистов (1 октября 1890 года) архивные материалы были отправлены в Германию.
В Нью-Йорке он стал работать в газете «New Yorker Volkszeitung» и редактировал её до своей смерти. Шлютер поддерживал контакты с немецкой социал-демократией, а его эссе — в основном об американских проблемах — появлялись в «Die Neue Zeit». Он принимал участие в качестве делегата в Международном социалистическом конгрессе 1904 года и Международном социалистическом конгрессе 1910 года в качестве представителя Социалистической партии Америки.
Труды Шлютера как историка посвящены в основном различным аспектам рабочего движения в США. В 1907 году в Штутгарте была опубликована его работа «Начало немецкого рабочего движения в Америке», получившая высокую оценку Франца Меринга, а в 1918 году в Чикаго — «Интернационал в Америке». К его англоязычным сочинениям относится «Линкольн, труд и рабство» (1913). Его книга 1916 года «Чартистское движение» была в 1925 издана в СССР в русском переводе.
Фридрих Герман Шлютер умер 26 января 1919 года в городе Нью-Йорке от пневмонии.
После смерти Шлютера, его библиотеку, в числе прочего, приобрёл Уильям Инглиш Уоллинг, который передал европейскую часть, включавшую не менее 600 наименований, университетской библиотеке в Мэдисоне, а американскую часть — Государственному историческому обществу Висконсина.

## Избранные труды
- Die Anfänge der deutschen Arbeiterbewegung in Amerika. — Stuttgart : Dietz, 1907
- Chicago. Sozialistisches Arbeiter-Liederbuch: Deutsche Sprachgruppe d. Sozialistischen Partei d. Vereinigten Staaten, 1910.
- Lincoln, Labor and Slavery: A Chapter From the Social History of America. — N. Y.: Socialist Literature Company, 1913.
- Die Chartisten-Bewegung : Ein Beitr. zur sozialpolit. Geschichte Englands. 1916.
  - Шлютер Г. Чартистское движение. − М.: Государственное издательство, 1925. − 398 с.
- Die Internationale in Amerika: Ein Beitrag zur Geschichte der Arbeiterbewegung in den Vereinigten Staaten. 1918.